# Тамарино (Крым)
Тама́рино (до 1948 года Бике́ч; укр.  Тамарине, крымскотат. Bikeç, Бикеч) — исчезнувшее село в Ленинском районе Республики Крым, располагавшееся на юге района и Керченского полуострова, у подножия Узунларского вала, примерно в 3,5 км к юго-востоку от современного села Марфовка.

## История
Впервые в доступных источниках селение встречается в «…Памятной книжке Таврической губернии на 1892 год», согласно которой в безземельной деревне Учкую Сарайминской волости Феодосийского уезда, не входившей ни в одно сельское общество, числилось 8 жителей, домохозяйств не имеющих. По «…Памятной книжке Таврической губернии на 1902 год» на хуторе Учкую, входившем в Сарайминское сельское общество, числилось 9 жителей, домохозяйств не имеющих. По Статистическому справочнику Таврической губернии. Ч.II-я. Статистический очерк, выпуск пятый Феодосийский уезд, 1915 год, в экономии Учкую (Бикеч) (Хаджи и Дувана) Сарайминской волости Феодосийского уезда числился 1 двор с населением в количестве 8 человек только «посторонних» жителей, из которых 5 мужчин и 3 женщины. В экономии числилось 2383 десятин удобной земли.
После установления в Крыму Советской власти, по постановлению Крымревкома, 25 декабря 1920 года из Феодосийского уезда был выделен Керченский (степной) уезд, а, постановлением ревкома № 206 «Об изменении административных границ» от 8 января 1921 года была упразднена волостная система и в составе Керченского уезда был создан Керченский район в который вошло село (в 1922 году уезды получили название округов. 11 октября 1923 года, согласно постановлению ВЦИК, в административное деление Крымской АССР были внесены изменения, в результате которых округа были отменены и основной административной единицей стал Керченский район в который вошло село. Согласно Списку населённых пунктов Крымской АССР по Всесоюзной переписи 17 декабря 1926 года, на хуторе Бикеч (или Учкую-Бикеч), Марфовского сельсовета Керченского района, числилось 12 дворов, население составляло 51 человек, из них 34 болгарина, 14 украинцев и 3 русских. Постановлением ВЦИК «О реорганизации сети районов Крымской АССР» от 30 октября 1930 года (по другим сведениям 15 сентября 1931 года) Керченский район упразднили и село включили в состав Ленинского, а, с образованием в 1935 году Маяк-Салынского района (переименованного 14 декабря 1944 года в Приморский) — в состав нового района. На подробной карте РККА Керченского полуострова 1941 года в селении Бикеч (колхоз им. Ленина) отмечено 22 двора.
В 1944 году, после освобождения Крыма от фашистов, согласно Постановлению ГКО № 5984сс от 2 июня 1944 года, 27 июня крымские болгары были депортированы в Среднюю Азию. 12 августа 1944 года было принято постановление № ГОКО-6372с «О переселении колхозников в районы Крыма» и в сентябре того же года в район приехали первые новоселы 204 семьи из Тамбовской области, а в начале 1950-х годов последовала вторая волна переселенцев из различных областей Украины. С 25 июня 1946 года селение в составе Крымской области РСФСР. Указом Президиума Верховного Совета РСФСР от 18 мая 1948 года, Бикеч переименовали в Тамарино. Название присвоено в память о командире 14-го Ялтинского истребительного батальона, затем — начальнике штаба 1-го Ялтинского партизанского отряда Николае Николаевиче Тамарлы, погибшем в бою с фашистами 13 декабря 1941 года 26 апреля 1954 года Крымская область была передана из состава РСФСР в состав УССР. Время включения в Марьевский сельсовет пока не установлено: на 15 июня 1960 года село уже числилось в его составе. Указом Президиума Верховного Совета УССР «Об укрупнении сельских районов Крымской области», от 30 декабря 1962 года Приморский район был упразднён и вновь село присоединили к Ленинскому. На 1968 год Тамарино входило в Марфовский. Исключено из учётных данных в 1968 году (согласно справочнику «Крымская область. Административно-территориальное деление на 1 января 1968 года» — в период с 1968 по 1977 год, как село Марфовского сельсовета).